# JPEG 2000
JPEG 2000 – standard kompresji obrazu opracowany jako uzupełnienie istniejących technik kompresji JPEG.
Algorytm JPEG 2000 opiera się na wykorzystaniu dyskretnej transformaty falkowej DWT, która dzieli obraz na wysokie i niskie częstotliwości. Część odpowiadająca niskim częstotliwościom może być dzielona dalej w ten sam sposób. Tak przygotowaną tablicę próbek dzieli się na bloki, a następnie kwantuje i koduje niezależnie od siebie. Stopień kompresji reguluje się poprzez wysłanie tylko niektórych bloków, jak również przez zmienną kwantyzację próbek.
Zaletą JPEG 2000 jest nieco lepsza jakość obrazu przy tym samym stopniu kompresji. W odróżnieniu od JPEG, obraz może być również skompresowany bezstratnie, co czyni nowy standard konkurencyjnym dla formatu PNG. Inna zaleta JPEG 2000 to możliwość przeplotu danych – w miarę odbierania (np. przez sieć) kolejnych próbek obrazu jego jakość stopniowo poprawia się (podobny tryb, choć uproszczony, oferuje JPEG).
Wadą algorytmu JPEG 2000 jest duża złożoność obliczeniowa, w związku z tym nie przewiduje się zastąpienia nim standardu JPEG. Algorytm JPEG 2000 jest wykorzystywany między innymi do kompresowania obrazu w pakietach kina cyfrowego (DCP).
Specyfikacja JPEG 2000 została zawarta w normie ISO/IEC 15444. Typ MIME jest określony w RFC 3745 ↓.

## Struktura pliku JP2
Obraz skompresowany w standardzie JPEG 2000 składa się ze strumienia kodowego składającego się z pakietów oraz z informacji o parametrach kompresji. Obraz ten można zapisać do pliku z rozszerzeniem JPC, ale taki plik nie może zawierać innych danych, na przykład takich jak opis obrazu. Aby umożliwić zapis innych informacji do pliku w standardzie JPEG 2000, zdefiniowano specjalny format rozwiązujący ten problem. Pliki w tym formacie mają rozszerzenie JP2.